# 小行星14831
小行星14831（14831 Gentileschi）是一颗绕太阳运转的小行星，为主小行星带小行星。该小行星于1987年1月22日发现。

## 轨道参数
小行星14831的轨道半长轴为2.5847325 UA，离心率为0.128。